# Семиколодцев
Семиколо́дцев (чечен. Семиколодцев) — хутор в Наурском районе Чеченской Республики. Входит в Николаевское сельское поселение.

## География
Расположен к востоку от районного центра станицы Наурской.
Ближайшие населённые пункты: на юго-западе — село Фрунзенское и село Новое Солкушино, на юге — хутор Обильный и станица Николаевская.

## История
Дата основания не установлена. В 1889 году хутор Семиколодцы станицы Николаевской состоял из 15 дворов, население русское, православное. По состоянию на 1926 год хутор Семиколодцев относился к Николаевскому сельсовету Наурского района Терского округа Северо-Кавказского края. Согласно переписи населения 1926 года на хуторе проживало 42 человека, все — украинцы.

## Население
| 1926 | 1990 | 2002 | 2010 |
| ---- | ---- | ---- | ---- |
| 42   | ↘11  | ↗143 | ↘13  |

По данным 1984 года население хутора приблизительно составляло 20 человек. На 1 января 1990 года хутор Семиколодцев Николаевского сельсовета (куда на тот момент входили также станица Николаевская, хутора Обильный и Суворовский, железнодорожная будка 147 км и пикет 1025) имел 11 человек наличного населения. По данным Всероссийской переписи населения 2002 года, на хуторе проживало 143 человека (82 мужчины и 61 женщина), 99 % жителей составляли чеченцы.